# Thomas Lickona
Thomas Lickona (* 1943) ist ein amerikanischer Entwicklungspsychologe und Erziehungswissenschaftler, der besonders durch seine Forschung auf dem Gebiet der Charaktererziehung hervorgetreten ist.

## Leben und Werk
Lickona hat am Siena College (Bachelor 1964) und an der Ohio University (Master 1965) studiert und an der State University of New York, Albany promoviert. Er forscht und lehrt heute an der State University of New York in Cortland. 1994 hat er an der dortigen School of Education das Center for the 4th and 5th Rs (Respect and Responsibility) gegründet, dessen Arbeitsschwerpunkt die Förderung der Charaktererziehung an Schulen, in Familien und in Gemeinden ist. Das Zentrum ist seitdem zu einem nationalen Mittelpunkt für das Studium und die Entwicklung von Charaktererziehungs-Curricula geworden.
In den 1990er Jahren war Lickona Präsident der Association for Moral Education. Gegenwärtig ist er auch als Berater für die Character Education Partnership (CEP) tätig, eine überparteiliche Organisation, die sich in Washington, D.C. für Charaktererziehung einsetzt. Gemeinsam mit Matthew Davidson hat er außerdem das Programm Smart & Good Schools initiiert, ein Schulnetzwerk, das sich ebenfalls die Förderung der Charaktererziehung zum Ziel gesetzt hat.
Lickona hat zwei erwachsene Söhne und lebt mit seiner Frau Judith in Cortland. Er ist ein Katholik.

## Publikationen (Auswahl)
Herausgeber
- mit Kevin Ryan: Character Development in Schools and Beyond (1992; eingeschränkte Online-Version in der Google-Buchsuche-USA)

Autor
- Moral Development and Behavior (1976)
- Raising Good Children (1983); deutsch: Wie man gute Kinder erzieht! Die moralische Entwicklung des Kindes von der Geburt bis zum Jugendalter und was Sie dazu beitragen können, Kindt, 1989, ISBN 3-925412-09-3
- Educating for Character: How Our Schools Can Teach Respect and Responsibility
- mit Judith Lickona und William Boudreau: Sex, Love and You (1994)
- Character Matters: How to Help Our Children Develop Good Judgment, Integrity, and Other Essential Virtues (2004)
- mit Matthew Davidson: Character Quotations (2004)
- mit Matthew Davidson: Smart and Good High Schools (2005)

## Auszeichnungen
- Distinguished Alumni Award der State University of New York in Albany
- 1992 ‒ Christopher Award (für sein Buch Educating for Character)